# Prínia ventregroga
La prínia ventregroga (Prinia flaviventris) és una espècie d'ocell passeriforme del gènere prinia que pertany a la família Cisticolidae.. Es troba àmpliament distribuït a Àsia, es troba a Brunei, Cambodja, Xina, l'Índia, Indonèsia, Laos, Malàisia, Myanmar, Nepal, el Pakistan, Singapur, Taiwan, Tailàndia i Vietnam.

## Subespècies

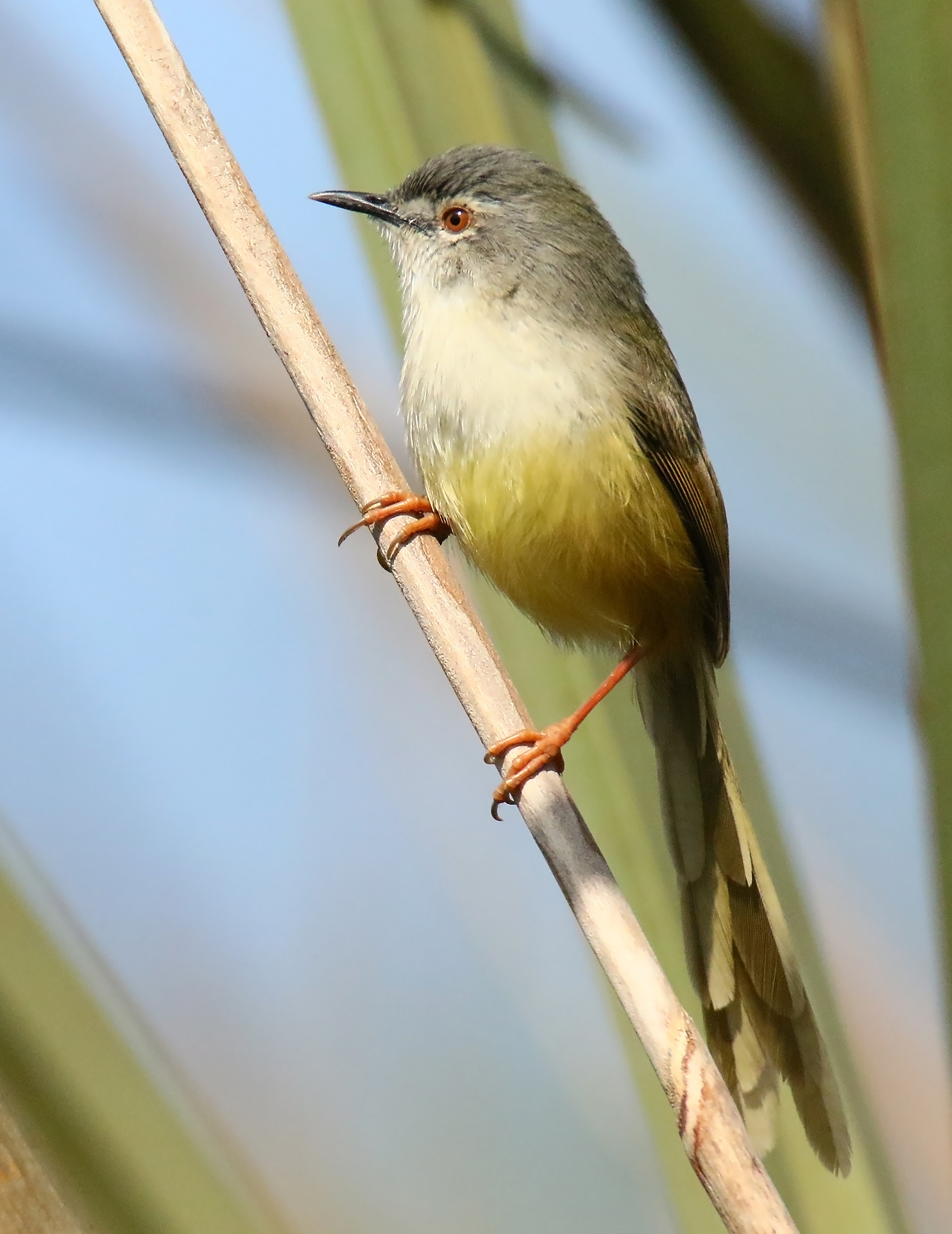
Prinia flaviventris, foto presa al Pakistan per Imran Shah

Es reconeixen les següents subespècies:
- Prinia flaviventris sindiana
- Prinia flaviventris flaviventris
- Prinia flaviventris delacouri
- Prínia de la Xina (Prinia flaviventris sonitans)[3]
- Prinia flaviventris rafflesi
- Prinia flaviventris halistona
- Prinia flaviventris latrunculus